# Ashwini K. P.
Ashwini K. P. (* 1986 in Chikkaballapur, Karnataka) ist eine indische Politikwissenschaftlerin, Hochschullehrerin und Menschenrechtsexpertin. Sie ist seit 2022 UN-Sonderberichterstatterin über zeitgenössische Formen von Rassismus, Rassendiskriminierung, Fremdenfeindlichkeit und damit zusammenhängender Intoleranz (engl.: Special Rapporteur on contemporary forms of racism, racial discrimination, xenophobia and related intolerance).

## Herkunft und Ausbildung
Ashwini K. P. kam 1986 in der südindischen Mittelstadt Chikkaballapur im Bundesstaat Karnataka zur Welt. Ihre Familie zählt zu den Dalit, den sogenannten Unberührbaren im indischen Kastensystem. Ihre Mutter heißt Jayamma, ihr Vater Prasanna Kumar war Beamter des Bundesstaates Karnataka. Sie besuchte die Ladyhill Victoria Girls High School und die Mount Carmel Central School in der karnatakaischen Hauptstadt Bengaluru. 2003 schrieb sie sich am Mount Carmel College in Bengaluru ein und erwarb 2005 einen Bachelor of Arts in Geschichte, Wirtschaft und Politologie. 2006 wechselte sie an das St. Joseph’s College in Bengaluru und schloss 2008 als Master of Arts in Politikwissenschaften ab. Während ihres Magisterstudiengangs veröffentlichte sie eine Arbeit zum Thema Land and Caste Question: Case Study of Land Reforms in Karnataka. 2008 wechselte sie an die Jawaharlal Nehru University (JNU) in Neu-Delhi und erwarb 2011 einen Master-Titel in Südasiatischen Studien. Sie schloss an der gleichen Fakultät ein Promotionsstudium an, das sie 2015 erfolgreich abschloss. Der Titel ihrer Dissertation lautete: International Dimension of Dalit Human rights: A Case study of India and Nepal.
Ashwini K. P. war mit ihrer Familie seit der Kindheit in der Anti-Kasten-Bewegung engagiert. Während ihres Studiums an der JNU arbeitete sie im United Dalit Students’ Forum und bei Samyukta Dalit mit.

## Karriere
Von 2015 bis 2016 arbeitete Ashwini K. P. als Dozentin am Department of Political Science des St. Joseph’s College. Von Juni bis Dezember 2016 war sie Gastdozentin am Department of Political Science des Mount Carmel College. 2019 wurde sie Assistant Professor am St. Joseph’s University’s Department of Political Science.
Von 2014 an war Ashwini als Freiwillige bei der NGO Friends Charitable Trust tätig. Von 2017 bis 2019 arbeitete sie als leitende Campaignerin für Amnesty International und war für Aktionen zuständig, die die Gleichberechtigung für die indigenen Adivasi und für Frauen in den nordöstlichen Bundesstaaten Chhattisgarh und Odisha zum Ziel hatten.
2019 gründete sie gemeinsam mit ihrer Freundin Mariya Salim die NGO Zariya (Women’s Alliance for Dignity and Equality).
2018 war sie an der Durchführung des Dalit History Month beteiligt, der vom Projekt Mukti organisiert wurde, von 2019 bis 2020 arbeitete sie als Forscherin für Mukti.

## Ehrenamtliche Tätigkeit
Im Oktober 2022 wurde Ashwini K. P. als erste Asiatin und Nachfolgerin der Sambierin E. Tendayi Achiume zur sechsten ehrenamtlichen Sonderberichterstatterin über zeitgenössische Formen von Rassismus, Rassendiskriminierung, Fremdenfeindlichkeit und damit zusammenhängender Intoleranz ernannt. Sie trat ihre dreijährige Amtszeit am 1. November 2022 an.

## Positionen
In ihrer Bewerbung schrieb sie:
„Ich gehöre als indische Dalit-Frau selbst zu einer marginalisierten Gruppe, die Beschäftigung mit Diskriminierung aufgrund der Abstammung ist Teil meiner professionellen Erfahrung, meiner Forschung und meines gesellschaftlichen Engagements und daher nicht neu für mich.“
In einem Interview nach ihrer Wahl sagte Ashwini, dass sie sich als Sonderberichterstatterin mit globalen Themen wie Kastentum, Apartheid, religiös motivierter Gewalt, gleichen Rechten für die LGBTQIA+-Gemeinschaft und vielem mehr befassen wolle. Sie werde einen spezifischen Fokus auf die indische Diaspora in den USA und die Diskriminierung von Wanderarbeitern in Westasien richten und sich intensiv mit der Kombination von Rassismus und Gender-Diskriminierung beschäftigen. Sie werde auch thematisieren, wie die sozialen Medien zur Verbreitung und Verstärkung von Hass genutzt werden. Dalit-Frauen, afrikanische Frauen und muslimische Frauen seien oft das Ziel und Todes- wie Vergewaltigungsdrohungen alltäglich. Das Konzept der Intersektionalität müsse in die Menschenrechtsbewegungen mit einbezogen werden und die Gleichzeitigkeit sowie Überschneidungen von Gender-, Kasten-, Klassen- und Regionalfragen berücksichtigt werden.

## Privates
Ashwini K. P. ist Buddhistin und Anhängerin der Bewegung, die von Bhimrao Ramji Ambedkar (1891–1956), dem großen Dalit-Aktivisten und ersten Justizminister des unabhängigen Indiens, begründet wurde. Als ihre Hobbys bezeichnet sie Malerei, Photographie und Reisen.

## Publikationen (Auswahl)
- International Dimension of Caste-Based Discrimination: A Global Perspective of Dalit Human Rights, Vol. 7, 2021
- Mapping Social Exclusion in Higher Education: Experiences of Dalit students in Ambrose Pinto (Hrsg.): Politics of Caste Dynamics, Bangalore, ATC Publishers, 2017, ISBN 978-93-86516-15-2
- Social Exclusion in Nepal: Concealed Realities of the Marginalization of Dalit Women Women’s Link, Vol.21, No.3, 2015
- Interrogating the socio-economic patterns in Higher Education: A critical Analysis of Globalization and Privatization “Dynamics of Social Infrastructure in India-emerging Issues, Prospects and Challenges”, Mount Carmel College, Excel India Publishers, ISBN 978-93-85777-27-1